# Jacob Cornelisz. Kaen
Jacob Cornelisz. Kaen, ook Caen, was een Noord-Nederlandse glazenier werkzaam op het eind van de 16e en het begin van de 17e eeuw in Gouda.

## Biografische aantekeningen
Kaen was een leerling van de Goudse glazeniers de gebroeders Dirck en Wouter Crabeth. Kaen is een van de drie glasschilders, die elk in de jaren 1593 en 1594 vier zogenaamde wapenglazen voor de Goudse Sint-Janskerk schilderden, naar een ontwerp van de glazenier Adriaen Gerritsz. de Vrije. Deze glazen bevinden zich hoog in een lichtbeuk in het middenschip en in transept van de kerk. In 1606 maakte Kaen in opdracht van een Goudse stadsbestuur een gebrandschilderd glas dat geschonken werd aan de kerk van Woudrichem of van Workum.
Kaen was lid en bestuurder van het Goudse schildersgilde en kapitein van de plaatselijke schutterij. In 1612 en 1613 was hij schepen van het Land van Stein, een ambachtsheerlijkheid van Gouda.